# William Bradford (Politiker, 1755)

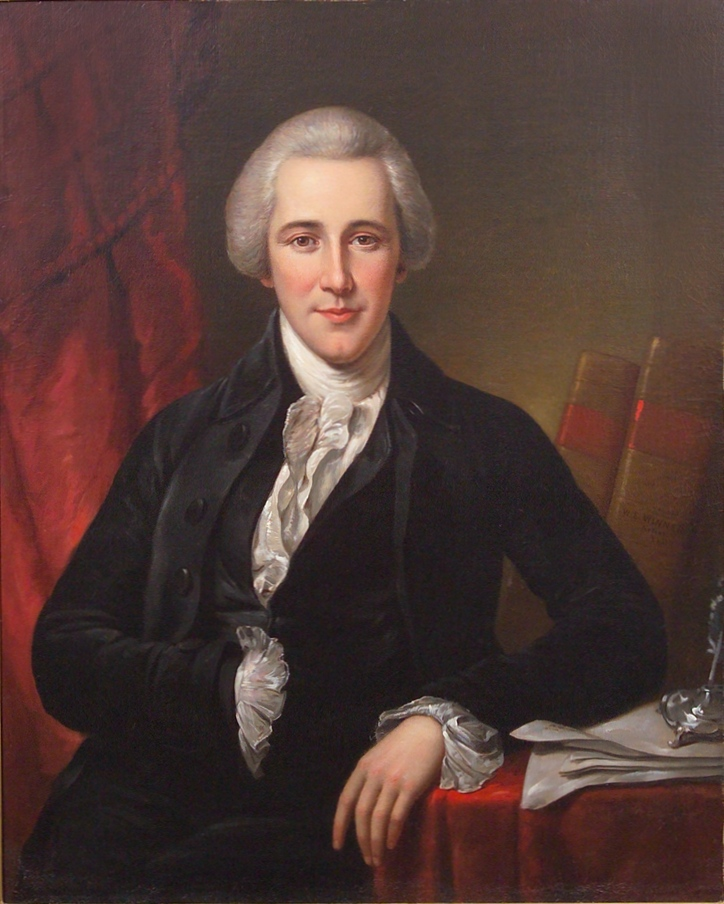
William Bradford (posthum, 1872)

William Bradford (* 14. September 1755 in Philadelphia, Province of Pennsylvania; † 23. August 1795 in Washington, D.C.) war ein US-amerikanischer Jurist, Politiker und von 1794 bis zu seinem Tod United States Attorney General.

## Studium, Unabhängigkeitskrieg und berufliche Laufbahn
Der Sohn eines Offiziers des Unabhängigkeitskrieges absolvierte zunächst ein allgemein bildendes Studium an der Academy of Philadelphia und der Princeton University, wo er eine lebenslange Freundschaft mit dem älteren Studenten James Madison begann. Nach dem Abschluss des Studiums mit einem Bachelor of Arts (B.A.) begann er 1772 ein Studium der Rechtswissenschaften in der Kanzlei des späteren Präsidenten des Obersten Gerichtshofs von Pennsylvania, Edward Shippen.
Der 1775 begonnene Unabhängigkeitskrieg führte jedoch zur vorzeitigen Beendigung des Studiums mit dem Master of Arts (M.A.), so dass er 1776 als Freiwilliger in die Miliz von Pennsylvania eintrat. Der Kommandeur der Einheit wurde auf den jungen Mann aufmerksam und ernannte ihn bald zu seinem Helfer und später auch zum Major im Stab des Hauptquartiers.
Anschließend wurde er Captain der Kontinentalarmee und zugleich Kompaniechef im 11. Regiment von Pennsylvania. In dieser Funktion nahm er zuletzt am 26. Dezember 1776 an der Schlacht von Trenton teil. Am 10. April 1777 erfolgte seine Beförderung zum Oberstleutnant (Lieutenant Colonel) sowie zum Stellvertretenden Generalmeister für Musterungen im Hauptquartier George Washingtons in Valley Forge. Wegen seines Wunsches zum Verbleib in der Armee lehnte er zugleich eine Mitgliedschaft im Kontinentalkongress ab. Aufgrund einer Krankheit trat er 1779 im Range eines Colonel zurück.
Anschließend wurde er im September 1779 als Rechtsanwalt in Yorktown zugelassen. Seit 1785 war er gewähltes Mitglied der American Philosophical Society.

## Politische Laufbahn

### Generalstaatsanwalt und Richter in Pennsylvania
Bereits wenige Monate später wurde er 1780 zum Attorney General von Pennsylvania ernannt. Zugleich war er als Registerbeamter des Obersten Appellationsgerichts sowie als Kurator (Trustee) der University of Pennsylvania tätig.
Dieses Amt übte er bis zu seiner Berufung zum Richter am Obersten Gerichtshof von Pennsylvania am 22. August 1791 aus. 1793 bat ihn der Gouverneur von Pennsylvania, Thomas Mifflin, um eine Stellungnahme zur Verringerung der Todesstrafe. Die von ihm in Form eines Essay verfasste Stellungnahme an das Parlament von Pennsylvania (“An Inquiry how har the Punishment of Death is Necessary in Pennsylvania”) führte zur Überarbeitung des Strafrechts und schließlich tatsächlich zur Verringerung der Todesstrafe in Pennsylvania und später auch in anderen Bundesstaaten.

### Justizminister unter Präsident Washington
Am 8. Januar 1794 berief ihn US-Präsident George Washington als Nachfolger von Edmund Randolph, der Außenminister wurde, zum zweiten Justizminister (Attorney General) in der amerikanischen Geschichte. Während seiner Amtszeit kam es 1794 zum als Whiskey-Rebellion bezeichneten Aufstand der Siedler im Monongahela Valley im Westen Pennsylvanias, die gegen eine Steuer auf Alkohol und alkoholische Getränke kämpften.
Am 23. August 1795 verstarb er im Amt und wurde später in Burlington beigesetzt. Ihm zu Ehren wurde das Bradford County benannt.